# 西德川站
西德川站（韓語：서덕천역）是朝鮮民主主義人民共和國平安南道德川市的一個鐵路車站，属于西仓线和新城线。

## 邻近车站
西仓线
德川站 - 西德川站 - 铁骑山站
新城线
西德川站 - 新城站